# Lonchaea rugipilosa
Lonchaea rugipilosa är en tvåvingeart som beskrevs av Willi Hennig 1948. Lonchaea rugipilosa ingår i släktet Lonchaea och familjen stjärtflugor. Inga underarter finns listade i Catalogue of Life.